# 茲丹卡·波德卡波娃
茲丹卡·波德卡波娃（捷克語：Zdeňka Podkapová，1977年8月6日—），1977年8月6日出生於捷克布爾諾，是名捷克成人模特兒、演員和前體操運動員。她是2001年《閣樓》雜誌的年度寵物女郎。
波德卡波娃曾經是一名職業體操運動員，運動生涯長達十年。並曾在年輕時五年入選捷克國家隊，四度拿下捷克國家冠軍。1996年，她第一次拍攝。1998年4月，波德卡波娃登上《閣樓》。他被選為閣樓當月寵物。兩年後，成為《閣樓》2001年年度寵物。「這是一個非常大的驚喜，我哭的跟小嬰兒一樣」，因為「我是史上第一位來自捷克、也是第二位來自歐洲的年度寵物。」

## 外部連結
- 茲丹卡·波德卡波娃的MySpace主頁
- Zdenka Podkapová at SportyONE.com